# The Magazine of Fantasy & Science Fiction

Primul număr al revistei - toamna, 1949 - cu o imagine de Bill Stone și cu logo-ul caligrafic creat de George Salter

The Magazine of Fantasy & Science Fiction (mai târziu Fantasy & Science Fiction, de obicei se folosește prescurtarea F&SF) este revistă americană de fantezie și ficțiune prima oară publicată în 1949 de către Mystery House și apoi de către Fantasy House. Ambele erau filiale ale companiei Lawrence Spivak's Mercury Publications, care a devenit editor al revistei în 1958. Spilogale, Inc. a publicat revista din anul 2001. Al doilea număr al revistei a fost lansat iarna, primăvara 1950 - cu o imagine de George Salter și cu un logo creat de George Salter care va fi folosit următorii doi ani. Începând cu numărul din aprilie/mai 2009, această revistă este publicată bilunar, cu 256 de pagini pe număr. 

## Listă cronologică de editori
- J. Francis McComas, 1949 – august 1954
- Anthony Boucher, 1949 – august 1958
- Cyril M. Kornbluth, 1958[1]
- William Tenn, 1958[2]
- Robert P. Mills, septembrie 1958 – martie 1962
- Avram Davidson, aprilie 1962 – noiembrie 1964
- Joseph W. Ferman, decembrie 1964 – decembrie 1965 (l-a supervizat pe fiul său, Edward Ferman, care a fost editorul real)
- Edward L. Ferman, ianuarie 1966 – iunie 1991
- Kristine Kathryn Rusch, iulie 1991 – mai 1997
- Gordon Van Gelder, iunie 1997–prezent

## Scrieri notabile
- Thomas M. Disch: On Wings of Song
- "Jeffty is Five" și "The Deathbird" de Harlan Ellison[3]
- Howard Fast: "The Martian Shop"[4]
- Robert A. Heinlein: Starship Troopers, octombrie, noiembrie, 1959, serializat ca "Starship Soldier".
- Shirley Jackson: "One Ordinary Day, with Peanuts".
- Daniel Keyes: Flowers for Algernon , a fost transformată într-un roman în 1966. După roman s-au realizat mai multe filme cum ar fi Charly în 1968 sau unul cu același nume în 2000[5]. A primit premiul Hugo în 1959 și premiul Nebula în 1966.
- Stephen King: The Dark Tower
- Fritz Leiber: "Ill Met in Lankhmar"
- A Canticle for Leibowitz de Walter M. Miller, Jr..
- Kurt Vonnegut: "Harrison Bergeron"